# Una vera star
Una vera star è il quarto lavoro discografico del cantautore italiano Francesco Renzi.

## Descrizione
- Realizzato nell'anno 2013.
- Etichetta della casa discografica MEA Sound (CD BB 75).
- Produzione discografica MEA.
- Distribuzione a cura di Phonomea.
- Testi, musiche ed arrangiamenti esclusivamente di Francesco Renzi, con le partecipazioni di D. Abbate e F. Di Maio.
- Lavoro diretto e prodotto dall'artista in questione.
- Mixaggio e masterizzazione a cura della Midi Sound Studio.
- La traccia nr. 7, Destinazione paradiso, è una cover di Gianluca Grignani.

## Registrazione
- Pianoforte: Marco Graziani
- Batteria: Gianluca Salone
- Chitarre: Alfonso D'Alessio - Tony Querceto - Pasquale Santoro
- Basso: Alberto De Mel
- Percussioni: Gino Abbate
- Cori: Angela Piccerillo - Alessandra Morelli - Argentino Olivo

## Tracce
1. Una vera star - 3.05 - (F. Renzi - D. Abbate)
2. E mo vattenne - 3.09 (F. Renzi - D. Abbate - F. Di Maio)
3. N'ammurato sulo 'e te... Napoli! - 2.51 (F. Renzi - D. Abbate)
4. La cosa più bella - 4.29 (F. Renzi - D. Abbate)
5. C'è lui - 3.32 (F. Renzi - D. Abbate)
6. Facebook - 3.53 (F. Renzi)
7. Destinazione paradiso - 3.39 (G. Grignani)
8. Vene sulo pe fa ammore - 4.45 (F. Renzi - D. Abbate)